# Хеншела (вілаєт)
Хеншела (араб. ولاية خنشلة‎‎‎‎) — вілаєт Алжиру. Адміністративний центр — м. Хеншела. Площа — 9 811 км². Населення — 384 268 осіб (2008).

## Географічне положення
На півночі межує з вілаєтом Ум-ель-Буакі, на сході — з вілаєтом Тебесса, на півдні — з вілаєтом Ель-Уед, на заході — з вілаєтами Батна та Біскра.
Розташований в горах Орес.

## Адміністративний поділ
Поділяється на 8 округів та 21 муніципалітет.
| Алжир | Це незавершена стаття з географії Алжиру. Ви можете допомогти проєкту, виправивши або дописавши її. |